# La Mine perdue
Pour le téléfilm, voir La Mine perdue (téléfilm).
La Mine perdue (The Lost Mine) est une nouvelle policière d'Agatha Christie mettant en scène le détective belge Hercule Poirot.
Initialement publiée le 21 novembre 1923 dans la revue The Sketch au Royaume-Uni, cette nouvelle a été reprise en recueil en 1925 dans Poirot Investigates aux États-Unis. Elle a été publiée pour la première fois en France dans le recueil Le Bal de la victoire en 1979.

## Personnages
- Hercule Poirot
- Capitaine Hastings
- Inspecteur Japp
- Han Wu Ling
- Lord Pearson

## Publications
Avant la publication dans un recueil, la nouvelle avait fait l'objet de publications dans des revues, dans la série « The Grey Cells of M. Poirot II » :
- le 21 novembre 1923, au Royaume-Uni, dans le no 1608 (vol. 124) de la revue The Sketch[1],[2] ;
- en avril 1925, aux États-Unis, dans le no 6 (vol. 40) de Blue Book Magazine[1],[3].

La nouvelle a ensuite fait partie de nombreux recueils :
- en 1925, aux États-Unis, dans Poirot Investigates[1] (avec 13 autres nouvelles) ;
- en 1974, au Royaume-Uni, dans Poirot's Early Cases[1],[4] (avec 17 autres nouvelles) ;
- en 1979, en France, dans Le Bal de la victoire[5] (recueil ne reprenant que 15 des 18 nouvelles du recueil britannique de 1974, différentes de la sélection du recueil américain) ;
- en 1990, en France, dans la réédition de Les Enquêtes d'Hercule Poirot, coll.« Les Intégrales du Masque », reprenant cette fois-ci la composition complète du recueil américain de 1925.

## Adaptation
- 1989 : La Mine perdue (The Lost Mine), téléfilm britannique de la série télévisée Hercule Poirot (13e épisode, 2.03), avec David Suchet dans le rôle principal.